# Србија на Европском првенству у атлетици за јуниоре 2011.
Србија је учествовала на 21. Европском првенству за јуниоре 2011. одржаном у Талину Естонија, од 21. до 24. јула. Репрезентацију Србије на њеном трећем учешћу на европским првенствима за јуниоре од 2006. године од када Србија учествује самостално под овим именом, представљало је 7 спортиста (3 јуниора и 4 јуниорке), који су се такмичили у 7 дисциплина (3 мушке и 4 женске).
На овом првенству Србија је заузела 6 место по броју освојених медаља са 2 златне медаљом које је освојила Амела Терзић у тркама на 1.500 и 3.000 метара. У табели успешности према броју и пласману такмичара који су учествовали у финалним такмичењима (првих 8 такмичара) Србија је са 4 учесника у финалу заузела .. место са 22 бода.
| Плас. | Земља  | 1. место | 2. место | 3. место | 4. место | 5. место | 6. место | 7. место | 8. место | Бр. финал. - Бод. |
| ----- | ------ | -------- | -------- | -------- | -------- | -------- | -------- | -------- | -------- | ----------------- |
| …     | Србија | 2-16     | –        | -        | -        | 1–4      | –        | 1–2      | -        | 4-22              |

## Учесници
| Јуниори: - Слободан Мирић — 400 м - Ненад Радановић — 1.500 м - Никола Чанковић — Бацање диска | Јуниорке: - Марија Стамболић — 800 м - Амела Терзић — 1.500 м, 3.000 м - Милена Рмандић — 3.000 м - Марија Вученовић — Бацање копља |  |

## Освајачи медаља (2)

### Злато (2)
- Амела Терзић — 1.500 м
- Амела Терзић — 3.000 м

## Резултати

### Јуниори
| Атлетичар       | Дисциплина   | Лични рекорд | Квалификације     | Квалификације     | Полуфинале           | Полуфинале           | Финале               | Финале               | Детаљи |
| Атлетичар       | Дисциплина   | Лични рекорд | Резултат          | Место             | Резултат             | Место                | Резултат             | Место                | Детаљи |
| --------------- | ------------ | ------------ | ----------------- | ----------------- | -------------------- | -------------------- | -------------------- | -------------------- | ------ |
| Слободан Мирић  | 400 м        | 48,26        | 49,48             | 6. у гр. 3        | Није се квалификовао | Није се квалификовао | Није се квалификовао | 21 / 26              |        |
| Ненад Радановић | 1.500 м      | 3:49,33      | Није завршио трку | Није завршио трку |                      |                      | Није се квалификовао | Није се квалификовао |        |
| Никола Чанковић | бацање диска | 53,01        | 53,29 ЛР          | 14.               | Није се квалификовао | 14 / 19              |                      |                      |        |

### Јуниорке
| Атлетичарка      | Дисциплина   | Лични рекорд | Квалификације | Квалификације | Полуфинале | Полуфинале | Финале                | Финале  | Детаљи |
| Атлетичарка      | Дисциплина   | Лични рекорд | Резултат      | Место         | Резултат   | Место      | Резултат              | Место   | Детаљи |
| ---------------- | ------------ | ------------ | ------------- | ------------- | ---------- | ---------- | --------------------- | ------- | ------ |
| Марија Стамболић | 800 м        |              | 2:09,72       | 4. у гр. 2    |            |            | Није се квалификовала | 11 / 21 |        |
| Амела Терзић     | 1.500 м      | 4:13,46      |               |               |            |            | 4:15,40 ЛРС           |         |        |
| Амела Терзић     | 3.000 м      | 9:17,90      | 9:17,61 ЛР    |               |            |            |                       |         |        |
| Милена Рмандић   | 3.000 м      |              | 9:42,83 ЛРС   | 7 / 13        |            |            |                       |         |        |
| Марија Вученовић | бацање копља | 51,71        | 50,54 кв      | 12.           |            |            | 54,73 ЛР              | 5 / 22  |        |